# Zadnja ureteralna valvula
 Zadnja ureteralna valvula ili valvula zadnje uretre (лат. valvula urethrae posterior) je najčešća opstruktivna anomalija donjeg dela urinarnog trakta kod dečaka. Nastaje kada opstruktivni nabor sluzokože uretre, koji se formira na njenom izlazu iz mokraćne bešike, sprečava normalno pražnjenje mokraće iz bešike.
Kasno otkrivanje može dovesti do komplikacija u bubrezima, što posle određenog broja godina može dovesti do hronične bubrežne bolesti. Dugoročnu, prognozu ove anomalije određuju stepen oštećenja bubrega i promene u gornjem delu uretre, kao i disfunkcija mokraćne bešike.
Leči se operativno, a sva deca nakon uklonjenog valvule zadnje uretre zahtijevaju redovno praćenje do adolescencije.

## Epidemiologija
Javlja se kod jednog od 5.000 — 8.000 novorođenih dečaka.

## Patoanatomija
U muškoj uretri normalno postoje strukture ili nabori kriste uretralis (лат. plicae coliculi) koje polaze sa distalnog pola verumontanuma, i pružaju se put dole i spolja i iščezavaju u bočnom zidu uretre blizu membranoznog segmenta.
Kod izmenjenih struktura one se šire, dublje i spajaju u prednjem delu uretre i deluju kao opstruktivni ventil, uzrokujući karakterističnu sekundarnu dilataciju prostatične uretre, izrazitu kontrakturu vrata mokraćne bešike i ozbiljnu trabekulaciju.

## Etiologija
Lezija je kongenitalna, a uzrok je u pogrešnom embrionalnom razvoju mokraćne cevi. Zahvaljujući napretku dijagnostike (UZ) danas se češće otkriva prenatalno. Najčešći je tip I kod koga je valvula smeštena distalno od vermontanuma (90%).
Ovo je anomalija koja može dovesti do katastrofalnih posledica po celi urinarni trakt zbog opstrukcije koja se razvija pod povećanim pritiskom. Iako se danas puno bolje leči, ipak u 30% slučajeva dovodi do hronične bubrežne insuficijencije.

## Klinička slika
Klinička slika je raznovrsna i zavisi od težine opstrukcije. Kod teške opstrukcije zastoj mokraće dovodi do širenja i produženja zadnje uretre, mokraćna bešika je hipertrofična, nastaju trabekulacije i divertikuli.
U kliničkoj slici dominira slika opstruktivne uropatije, slab mokraćni mlaz, uremija, sepsa, urinomi, ascites.

## Dijagnoza
Karakterističan ultrasonografski nalaz je valvula sa zadebljanim zidom mokraćne bešike. U dijagnostici pomaže i MCUG koji otkriva i druge anomalije u prvom redu refluks ili ureterohidronefrozu.

## Terapija
Hirurško lečenje uključuje endoskopsku elektroresekciju valvule nakon koje se postavlja urinarni kateter.
Jedan deo dece zahteva ponovnu elektroresekciju zbog zaostale valvule. Većina ove dece takođe zahteva doživotno urodinamsko praćenje zbog neurogene mokraćne bešike sa svim njenim posledicama.

## Komplikacije
Najčešće komplikacije zadnje ureteralne valvule su:
- Inkontinencija,
- Infekcija urinarsnog trakta,
- Insuficijencija bubrega,
- Vezikoureteralna refluksna bolest,
- Hronična kalkuloza bubrega.

## Literatura
- Rosenblum, S.; Pal, A.; Reidy, K. (април 2017). „Renal development in the fetus and premature infant”. Semin Fetal Neonatal Med. 22 (2): 58—66. PMC 5387761 . PMID 28161315. doi:10.1016/j.siny.2017.01.001.
- Nedima ATIĆ, Izeta SOFTIĆ, Jasminka TVICA (2007). „Anomalije urinarnog trakta u djece”. Pedijatrija Danas. 3 (2): 149—163.

## Spoljašnje veze
- : Genes and Disease (језик: енглески)

|  | Molimo Vas, obratite pažnju na važno upozorenje u vezi sa temama iz oblasti medicine (zdravlja). |